# إينزو كانافالي
إينزو كانافالي (بالإيطالية: Enzo Cannavale)‏ هو ممثل إيطالي، ولد في 5 أبريل 1928 بكاستيلاماري دي ستابيا في إيطاليا، وتوفي في 18 مارس 2011 بنابولي في إيطاليا بسبب مرض.

## أعمال

### أفلام
- (1988) سينما باراديزو الجديدة

## وصلات خارجية
- إينزو كانافالي على موقع IMDb (الإنجليزية)
- إينزو كانافالي على موقع ألو سيني (الفرنسية)
- إينزو كانافالي على موقع أول موفي (الإنجليزية)
- إينزو كانافالي على موقع قاعدة بيانات الأفلام السويدية (السويدية)
- إينزو كانافالي على موقع قاعدة بيانات الفيلم (الإنجليزية)
- إينزو كانافالي على موقع كينوبويسك (الروسية)